# Santos Vega (película de 1971)
Santos Vega es una película filmada en colores de Argentina dirigida por Carlos Borcosque (hijo) según su propio guion escrito en colaboración con el guion de Arturo Pillado Matheu inspirado en el poema de Rafael Obligado, la novela de Ricardo Gutiérrez y el libro de Robert Lehmann-Nitscheque se estrenó el 22 de julio de 1971 y que tuvo como protagonistas a José Larralde, Ana María Picchio, Walter Vidarte y Juan Carlos Galván.

## Sinopsis
Las andanzas del mítico payador cuchillero.

## Reparto
- José Larralde ...Santos Vega
- Ana María Picchio
- Hugo Larralde ...Valdomero
- Walter Vidarte
- Juan Carlos Galván
- Carlos Carella
- Mataco Soria
- Albino Rojas Martínez
- Néstor Paternostro
- Romualdo Quiroga
- Alberto Grasa
- Chela Jordán
- Marta Méndez
- Salvador Pecorelli
- Omar Gutiérrez Pardo
- Julio Pardo
- Pedro del Basto
- Roberto Silva
- Walter Méndez
- Facundo López
- Federico Frontini

## Comentarios
La Nación opinó:

"La historia desfila como un cuentito ilustrado: con mucha pampa y cielo, paisanos de mampostería y pulperías mitológicas… por supuesto, Don Santos para convencer al espectador de su condición de estatua emite de vez en cuando graves sentencias".

Clarín dijo del filme:

"Digna empresa de Carlos Borcosque (hijo)".

José Larralde opinó en revista El Bosque n.º 6 (septiembre-diciembre de 1993), pp. 127-141:

"Tuvieron esa suerte. Rafael Obligado, al escribir Santos Vega, quiso extraer la síntesis de los payadores, reflejar en él la esencia de su conducta y forma de vida. Pero la película fue un plomazo. Yo me fui a la mitad porque me aburrí y además no la entendía porque una cosa es lo que filmamos y otra lo que después hacen los técnicos en la moviola. La película que armaron yo no la entendí".

Nicolás Casullo opinó en  Revista Nuevo Hombre:

"Santos Vega no se diferencia, al respecto, de otros films similares. El protagonista es extraído de la obra de Rafael Obligado, y pasa a las secuencias fílmicas portando una serie de injertos que van, desde una semejanza con la temática del Martín Fierro (persecución de la justicia, peligro de ser enviado a los fortines) hasta una cercanía que ronda el Hombre de la Esquina Rosada, Borges (dos “guapos” y una mujer en un baile, con principio de duelo). De la realización se destaca la voz (cálida, honda, medida y penetrante) de  [José] Larralde, mediante una serie de canciones. Lo mejor y único nivel rescatable. Después todo resulta: esquematismo, solemnidad cercana a lo ridículo, alta artificialidad, mal manejo de lo episódico lineal".